# 辻維岳
辻 維岳（つじ いがく、男性、文政6年7月4日（1823年8月9日） - 明治27年（1894年）1月4日）は、江戸時代末期から明治時代にかけて活躍した武士・官僚である。
安芸国（現在の広島県西部）出身の広島藩士で、維新後は男爵。通称は初め勘三郎で、のち将曹（しょうそう / 「近衛府の四等官」を意味する）と改め、専らこの名前でよく知られている。号は僊風（せんぷう）。

## 略歴

### 家督相続まで
文政6年（1823年）7月4日、広島藩士・辻維祺（豊前）の三男として広島に生まれる。辻家は家祖・重勝が田中吉政に仕えたが、田中氏断絶ののち浅野長晟に召し抱えられて以後、代々広島藩士となり、維岳に至った。
弘化3年（1846年）4月、家督を継承し1,200石を給付された。

### 藩内改革派として
維岳は、嘉永6年（1853年）のペリー来航を機に、浅野遠江・黒田図書らとともに広島藩内の改革派として台頭し、藩財政の再建・武備の拡張・士気の高揚などを藩に献言、失政を重ねてきた今中相親（大学）ら保守派執政から奪権を企てたが成功せず、安政2年（1855年）にも改革を企てたが失敗した。しかし安政5年（1858年）藩主・浅野慶熾死去により浅野長訓が分家（広島新田藩主家）から藩主を襲封すると、維岳ら改革派が実権を掌握するようになり、文久2年（1862年）10月、騎馬弓筒頭から抜擢され野村帯刀らとともに年寄（執政）に任命され国事掛を兼任した。これ以後、郡政機構の刷新・殖産興業政策・軍備近代化・財政改善などの藩政改革を推進するとともに、国事周旋に積極的に関与し藩外にもその名を知られるようになった。

### 征長役での周旋
元治元年（1864年）、年寄上座に昇進した維岳は、同年第1次征長の役が起こると、幕府と長州藩との間の和平交渉を周旋した。翌慶応元年（1865年）、再び征長の議が起こるとこれを「無名の師」として藩論を中立の方向にまとめ、幕府に対し長州藩への寛大な処分と征長不可を説き、これが容れられなかったため、慶応2年（1866年）の開戦に際しては広島藩の先鋒を拒否した。この結果彼は、広島滞陣中の老中・小笠原長行により同年5月10日、野村帯刀とともに謹慎を命じられた。しかしその直後、少壮藩士の反幕的行動が激化したため、早くも6月2日には放免されている。同年8月、将軍・徳川家茂の薨去が公表され征長休戦になると、維岳は藩論を「王政復古」へと領導した。

### 王政復古と大政奉還の間で
翌慶応3年（1867年）6月に上洛した維岳は、在京の薩摩・長州両藩士の間で高まりつつあった倒幕の気運に同調し、小松帯刀・西郷隆盛らと謀り同年9月には広島藩代表として薩長芸三藩盟約の成立に参加した。しかし彼はその一方で石井修理が慶應3年の1月4日に老閣板倉勝静に建白した大政奉還構想を進め、薩摩藩の小松帯刀が土佐藩の後藤象二郎に話した事で三藩での建白書の提出を計画した、10月には土佐藩に続く大政奉還建白書を藩主長訓の名で幕府に提出している。同月、将軍・徳川慶喜が幕府重臣を二条城に集め今後の方針を議した際、維岳は小松・後藤とともに陪臣の身で召され意見を述べることが許され、慶喜は彼らの意見を容れ大政奉還を決意した。しかし以上のような辻、ひいては広島藩の二面的な態度は既に倒幕に固まっていた薩長両藩の不信感を煽ることになり、広島藩は倒幕勢力の中心から外されることになった。大政奉還後の12月9日の小御所会議に世子・浅野長勲とともに臨席し、山内容堂に対する岩倉具視の駁言をきっかけに薩摩藩と土佐藩の意見が衝突した際、長勲とともに後藤らをなだめて倒幕の方向で会議をまとめることに成功し、この功績により12月12日、他の広島藩士2名とともに新政府の参与に任命される。

### 維新後
維新後は慶応4年（1868年）2月に徴士として参与内国事務局判事となり、同年閏4月には大津県知事に転じたが、早くも11月には罷免されている。翌明治2年（1869年）9月、復古功臣34人の一人として永世禄400石を下付され、明治3年（1870年）8月に待詔下院に出仕し同閏10月には辞任した後は、もはや新政府の中枢に据えられることはなかった。明治13年（1880年）には他の旧広島藩家老とともに「広島士族授産所」（のち同進社）を設立、困窮する旧士族の授産事業を進めた。明治23年（1890年）6月12日、元老院議官に任じられ、同月19日従四位、同月27日男爵に叙されて華族に列せられた。同年10月20日、元老院廃止にともない議官を非職となり麝香間祗候を仰せつけられた。明治27年（1894年）1月4日、死去（享年72）。特旨をもって正四位に叙せられた。
墓所
広島市内材木町（現在の中区平和公園内）の誓願寺に葬られたが、その後原爆投下により同寺が壊滅、戦後三滝本町（現西区）に移転したのにともない墓所もそちらに移された。
人物
第2次征長で幕府側代表として厳島で維岳と会見した勝海舟は彼の人物をたたえ、周旋家としての能力を高く評価した。

## 栄典
- 1890年（明治23年）6月19日 - 従四位[6]

## 子孫
現在、辻家は維丈（まさたけ）が家督を相続し、長男の維周（まさちか）、次男の維陽（まさはる）がいる。